# Ploeren
Ploeren is een gemeente in het Franse departement Morbihan (regio Bretagne). De plaats maakt deel uit van het arrondissement Vannes. De gemeente telde 6.781 inwoners op 1 januari 2022.

## Geografie
De oppervlakte van Ploeren bedroeg op 1 januari 2022 20,44 vierkante kilometer; de bevolkingsdichtheid was toen 331,8 inwoners per km².

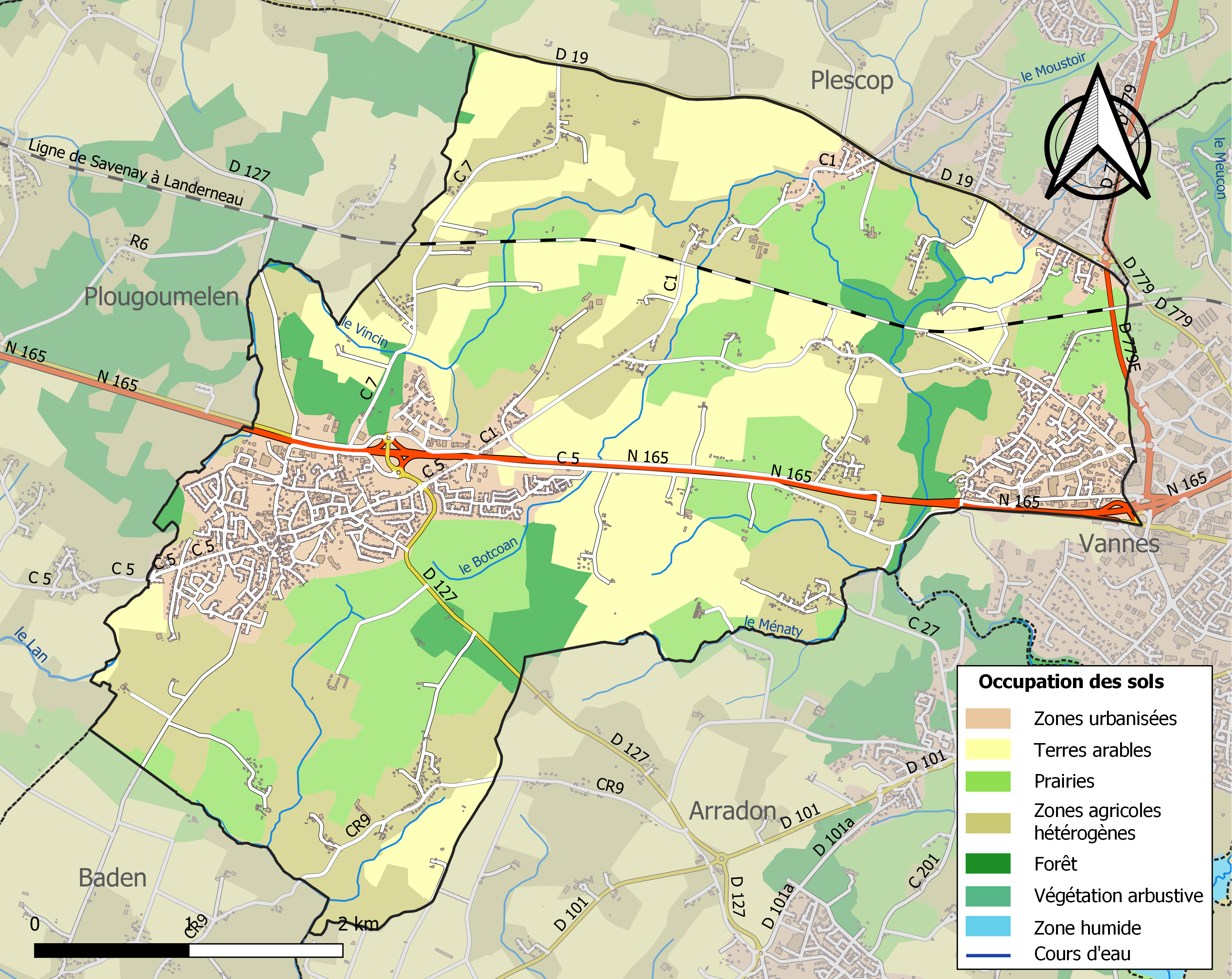
Kaart van de gemeente met de belangrijkste infrastructuur, bodemgebruik en omliggende gemeenten

## Demografie
Onderstaande figuur toont het verloop van het inwonertal, bron: INSEE-tellingen. 

De gemeente Ploeren onderhoudt sinds 2005 een jumelage met de Duitse, aan de Waddenzee gelegen, gemeente Wurster Nordseeküste.